# IF Saab
IF Saab var en idrottsförening i Linköping. Föreningen hade sektioner för badminton, bandy, bordtennis, bowling, boxning, bågskytte, cykel, fotboll, friidrott, gymnastik, handboll, korpidrott, skidor, orientering, tennis och varpa. IF Saab hade stora framgångar på nationell toppnivå inom framför allt handboll, cykel, bågskytte, bordtennis och fotboll.

## Historia
IF Saab bildades våren 1941 av Arne Stäring och Bengt Hernell under en skidutflykt med Skidfrämjandet. De arbetade på Saab i Linköping och idrottsföreningen var tänkt för Saabanställda. Ett beredningsutskott, bestående av Stäring, Hernell, Elis Nordqvist, Kenneth Lindqvist och Sven Flogell, kallade till möte den 8 juli i Hushållssällskapets stora sal i Linköping. Mötet beslöt då bilda en idrottsförening med major Elis Nordqvist som ordförande och Bengt Hernell, Arne Stäring, Ivar Lind, Knut Sjöberg, Sten Viberg och Kenneth Lindqvist som ledamöter samt Alf Rydberg och Lennart Johansson som suppleanter. Verksamheten blev omfattande och 11 sektioner startades. Den 12 augusti 1941 invaldes IF Saab i Riksidrottsförbundet. År 1942 arrangerades Sätrastafetten på initiativ av saabaren Arne Sandberg (mera känd som Uno X) och samma år bildades det första fotbollslaget som deltog i klass 3 östra. Tre representanter från IF Saab deltog i friidrottskampen Östergötland-Småland-Västergötland.
Vid årsmötet 1943 beslutades att även icke anställda vid företaget skulle beviljas medlemskap i föreningen. I augusti samma år arrangerades i samarbete med IFK och KFUM en Gunder Hägg-gala på Folkungavallen. "Under-Gunder" drog rekordpublik med 6700 betalande. Den 16 januari 1944 invigdes den skidbacke i Johannelund som numera är ett minne blott. 1945 blev den svenske boxningsmästaren Thore Karlsson och svenska friidrottsmästarinnan Ulla-Britt Althin medlemmar i föreningen. Samma år anställdes Nils Eklöf som föreningens förste idrottsledare och medlemsbladet Saab-Idrott utkom i premiärupplaga.
Vid 5-årsjubileet 1946 kunde noteras att föreningen fått sin förste svenske mästare och landslagsman i boxning genom Thore Karlsson. DM i stavhopp hemfördes av Yngve Liljemalm som även hemförde segern i landskapsmatchen mot Södermanland. En damsektion bildades och Ulla-Britt Althin blev svensk mästarinna och EM-representant i längdhopp. Kenneth Lindqvist och Nils Eklöf medverkade till bildandet av Linköpings Korporationsidrottsförbund, sedermera ett av landets starkaste.
År 1948 invigdes Saabvallen och där lades grunden till fotbollens marsch från klass 3 till de högre serierna. I mitten av 50-talet uppgick IK Arion i IF Saab.
Föreningen hade sektioner för badminton, bandy, bordtennis, bowling, boxning, bågskytte, cykel, fotboll, friidrott, gymnastik, handboll, korpidrott, skidor, orientering, tennis och varpa. IF Saab hade stora framgångar på nationell toppnivå inom framför allt handboll, cykel, bågskytte, bordtennis och fotboll.

## Fotboll
Saab spelade i Allsvenskan 1973 (samma år som föreningen blev svenska mästare i handboll). Lokalkonkurrenten Åtvidabergs FF vann serien medan Saab placerade sig på 14:e och sista plats. Därmed fick Saab lämna Allsvenskan tillsammans med Örgryte IS. 
Fotbollsverksamheten slogs 1981 samman med BK Derby till Linköpings FF. Denna sammanslagning var ett försök att skapa en stabil allsvensk förening i Linköping, då varken Saab (1973) eller Derby (1977) hade räckt till under sina debutsäsonger i serien.

## Handboll
Saab har blivit svenska mästare i ute-handboll för herrar vid ett tillfälle: 1965, med laguppställningen Lennart Jonsson, Alf Gustavsson, Stig Lennart Olsson, Jan-Åke Fredriksson, Per-Ove Arkewall, Sune Pettersson, Georg Funqvist, Jan-Åke Karlsson, Göran Frisk, Sune Rolandsson och Jan Jonsson.
Saab har också blivit svenska mästare inomhus vid tre tillfällen: 1968, med laguppställningen Hans Jonsson, Lennart Jonsson, Sune Rolandsson, Jan-Åke Fredriksson, Stig Lennart Olsson, Jan-Åke Karlsson, George Funqvist, Lars-Gösta Andersson, Göran Frisk, Stig Larsson och Jan Jonsson; 1973, med laguppställningen Hans Jonsson, Jan Wagell, Björn "Lurch" Andersson, Lars-Gösta Andersson, Lars Enström, Jan-Åke Fredriksson, Georg Funqvist, Kent Gustafsson, Jan Jonsson, Greger Larsson, Jan Nystrand och Leif Olsson och 1974 med laguppställningen Hans Jonsson, Jan Wagell, Björn "Lurch" Andersson, Lars Enström, Jan-Åke Fredriksson, Kent Gustafsson, Jan Jonsson, Rolf Jönsson, Greger Larsson, Jan Nystrand, Leif Olsson och Bo-Lennart Persson.
Handbollssektionen ombildades den 17 augusti 1995 till HF Linköpings Lejon.

## Cykel
Cykelsektionen bildades 1976 och upplöstes 1981. Redan år 1971 hade förre cyklisten Jan "Carla" Carlquist och hans kompanjon Richard Ström fått agenturen på det italienska cykelmärket Bianchi. Några år senare, 1976, beslöt man att samla
de bästa Bianchi-cyklisterna i en klubb, IF Saab. Under de fem år klubben var aktiv var den landets dominerande cykelklubb. Klubbens cyklister bestod av Tommy Prim, Alf Segersäll, Mats Mikiver, Claes Göransson, Ronnie Carlsson, Rudi Scheler, Peter Weberg, Mats Haars och Mats Gustavsson. Tommy Prim och Alf Segersäll uppmärksammades utomlands av klubbens framgångar och blev proffs hos Bianchi i Italien mellan åren 1980-1986. Detta utgjorde också början till slutet på klubben. Lagets övriga cyklister flyttade till andra klubbar såsom CK Hymer (Claes Göransson, Mats Mikiver, Mats Haars, Håkan
Larsson och Roy Almqvist kom till Hymer 1981). Ordförande för sektionen var Hans Ljungberg och ledare Jan "Carla" Carlqvist. Övriga aktiva i sektionen var bland annat Richard Ström och Leo (Leonetto) Selmi.

### Framgångar
IF Saabs erövrade Nordiska Mästerskap; 1977: 180 km linje för seniorer Mats Mikiver, 100 km lagtempo för seniorer Alf Segersäll, Claes Göransson (Filipson, Fagerlund).
IF Saabs Svenska mästare; 1977: 180 km linje för seniorer Alf Segersäll, 50 km tempo/lag för seniorer Alf Segersäll, Mats Gustavsson, Claes Göransson, 70 km lagtempo för seniorer Alf Segersäll, Claes Göransson, Mats Mikiver. IF Saabs Svenska mästare; 1978: 70 km lagtempo för seniorer Tommy Prim, Claes Göransson, Mats Mikiver, 50 km bana/lag för seniorer Tommy Prim, Mats Mikiver, Claes Göransson. IF Saabs Svenska mästare; 1979: 50 km tempo för seniorer Tommy Prim, 70 km bana/lag för seniorer Tommy Prim, Mats Mikiver, Claes Göransson, 50 km lag för seniorer Tommy Prim, Alf Segersäll, Claes Göransson.
Solleröloppet 1976 Mats Mikiver IF Saab Linköping, 1978 Alf Segersäll IF Saab Linköping.
Östgötaloppet 1979 Claes Göransson IF Saab, 1980 Peter Weberg IF Saab.

## Boxning
Boxningssektionen bildades under första hälften av 40-talet och upphörde med sin verksamhet 1952. Saab var under flera år en av Sveriges på bredden starkaste klubb. Thore Karlsson tog SM-titeln i mellanvikt år 1946 och 1947 och Per-Olof Djerf blev 1951 juniormästare i bantam.

## Bågskytte
Bågskyttesektionen bildades 1957. Saabs bågskyttesektion var en av få föreningar som hade skyttar i samtliga discipliner - klassisk, fristil och compound. Ett flertal SM-tecken erövrades; 1958; damer, seniorer, lag med Berta Karlsson, Kerstin Niord samt Inga Lindgren - 2348 poäng, 1959; damer, seniorer, lag med Birgit Sandberg, Berta Karlsson samt Kerstin Niord - 2440 poäng, 1974; damer, seniorer, tavla/inne Kerstin Stephenson, 1975; herrar, juniorer, tavla/inne Anders Wigh, 1977; damer, seniorer, tavla/inne Kerstin Stephenson, 1980; damer, seniorer, jakt Siv-Britt Andersson samt damer, seniorer, tavla/inne Siv-Britt Andersson, 1987; damer, seniorer, fältskytte Annelie Ericsson, 1988; herrar, seniorer, fältskytte Leif Ericsson samt herrar, seniorer, fält/lag Leif Ericsson, Kjell Eriksson samt Bengt Cademar, 1989; herrar, seniorer, tavla/inne Leif Ericsson.
Ett Nordiskt Mästerskap erövrades 1988 genom Annelie Ericsson i jakt/fält för seniorer.

## Bordtennis
Bordtennissektionen har vunnit flera SM-tecken genom de aktiva åren. 1966; herrar, oldboy, dubbel med Olle Karlsson/Saab och Glenn Kindstedt/Norcopensarna, 1967; herrar, oldboy, dubbel med Olle Karlsson/Saab och Glenn Kindstedt/Norcopensarna, 1971; herrar, ä oldboy, dubbel med Olle Karlsson och Weine Fredriksson, 1972; herrar, ä oldboy, dubbel med Olle Karlsson och Weine Fredriksson, 1973; herrar, ä oldboy, dubbel med Olle Karlsson och Weine Fredriksson, 1975; herrar, ä oldboy, dubbel med Olle Karlsson/Saab och Glenn Kindstedt/Norcopensarna, 1976; herrar, ä oldboy, singel med Olle Karlsson samt herrar, ä oldboy, dubbel med Olle Karlsson/Saab samt Glenn Kindstedt/Norcopensarna, 1980; herrar, ä oldboy, dubbel med Olle Karlsson/Saab samt Stig Nilsson/Järna.

## Friidrott
Friidrottssektionen bildades 1945. År 1946 erövrades det första SM-tecknet i friidrott genom Ulla-Britt Althin-Larsson i längdhopp med 5,36 meter. År 1950 placerade sig friidrottslaget på tredje plats i den allsvenska serien, den s.k. Riksserien. Innan sektionen 1953 lades ner hade 14 DM-tecken erövrats.

## Profiler
- Björn "Lurch" Andersson
- Pierre Thorsson
- Ulla-Britt Althin
- Alf Segersäll
- Tommy Prim

### Fotnoter
1. ↑  ”Bolletinen”. 25 februari 2004. http://www.bolletinen.se/sfs/allsvenskan/grundades.pdf. Läst 10 oktober 2011.